# 장팅팅 (1986년)

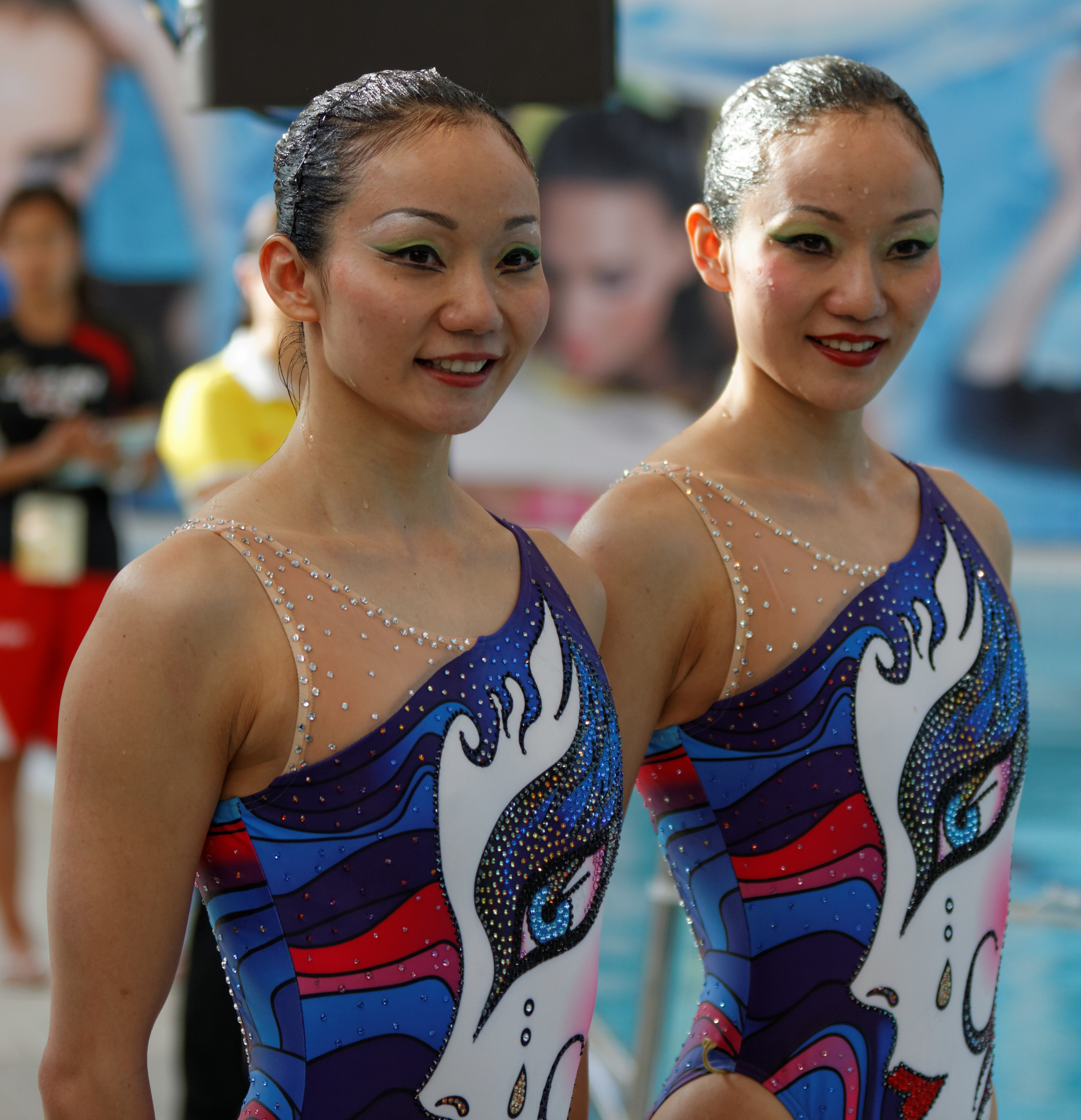
장팅팅과 장원원

장팅팅(중국어 간체자: 蒋婷婷, 정체자: 蔣婷婷, 병음: Jiǎng Tíngtíng, 1986년 9월 25일 ~ , 쓰촨성 청두 출생)은 중국의 아티스틱스위밍 선수이다.
쌍둥이 자매인 장원원과 함께 듀엣 종목 및 팀 종목에서 2008년 올림픽에 출전했다. 2012년 올림픽 단체전에도 출전했다.